# Jamie Soward

a Compétitions nationales et continentales officielles uniquement.

b Matchs officiels uniquement.
Jamie Soward, né le 13 novembre 1984 à Canberra, est un joueur de rugby à XIII australien évoluant au poste de demi d'ouverture ou de demi de mêlée dans les années 2000. Après des débuts professionnels en 2005 aux Sydney Roosters en National Rugby League, il rejoint au cours de la saison 2007 St. George Dragons. Il a également disputé deux matchs en équipe des aborigènes d'Australie en 2008 et a participé au City vs Country Origin en 2009. Lors de la saison 2009 de NRL, il est le deuxième meilleur scoreur derrière Hazem El Masri. En 2010, il remporte le titre de champion d'Australie.

## Statistiques

### En club
Depuis ses débuts en 2005 à vingt ans, Jamie Soward a effectué sa carrière d'abord aux Sydney Roosters avant de rejoindre les St. George Dragons qui disputent la National Rugby League.